# (2107) Ilmari
(2107) Ilmari – planetoida z pasa głównego asteroid okrążająca Słońce w ciągu 4 lat i 94 dni w średniej odległości 2,63 au. Została odkryta 12 listopada 1941 roku w obserwatorium w Turku przez Liisi Otermę. Nazwa planetoidy pochodzi od Ilmarinen, postaci z mitologii fińskiej. Przed nadaniem nazwy planetoida nosiła oznaczenie tymczasowe (2107) 1941 VA.